# Machlynez
Machlynez (ukrainisch Махлинець; russisch Махлинец Machlinez, polnisch und deutsch Machliniec) ist ein Dorf in der westukrainischen Oblast Lwiw mit etwa 120 Einwohnern.
Es ist ein Teil der Siedlungsgemeinde Hnisdytschiw im Rajon Stryj, bis 2020 war es mit sechs anderen Dörfern ein Teil der Landratsgemeinde Oblasnyzja (Облазниця) im ehemaligen Rajon Schydatschiw.

## Geschichte
Der Ort wurde im Jahre 1823 von Feliks und Stanisław Dobrzański, den Gutsherrn von Daschawa, gegründet. Die deutschen Siedler kamen aus Böhmen und waren römisch-katholisch. In den Jahren 1860–1862 wurde eine römisch-katholische Kirche erbaut, ab 1909 der Pfarrsitz. Andere deutsch-böhmische Kolonien in der Umgebung waren: Nowe Selo (Neudorf), Korneliwka, Wolja-Oblasnyzka (Drösseldorf), Kontrowers (zerstört, lag südlich des Dorfes), Ljubscha und Sydoriwka.
Im Jahre 1900 hatte die Gemeinde Machliniec 72 Häuser mit 537 Einwohnern, davon 518 deutschsprachige, 15 polnischsprachige, 4 ruthenischsprachige, 532 römisch-katholische, 5 griechisch-katholische.
Nach dem Ende des Polnisch-Ukrainischen Kriegs 1919 kam Machliniec zu Polen. Im Jahre 1921 hatte die Gemeinde Machliniec 74 Häuser mit 538 Einwohnern, davon 512 Deutsche, 3 Polen, 23 Ruthenen, 514 römisch-katholische, 23 griechisch-katholische, 1 Jude (Religion).
Im Zweiten Weltkrieg gehörte es zuerst zur Sowjetunion und ab 1941 zum Generalgouvernement, ab 1945 wieder zur Sowjetunion, heute zur Ukraine. Die dann noch ansässigen Deutschen wurden 1940 infolge des Deutsch-Sowjetischen Grenz- und Freundschaftsvertrages umgesiedelt. Die meisten übrigen Einwohner hielten sich für Polen. In der Nacht vom 8. auf den 9. April 1944 wurden polnische Bauernhöfe von der Kampftruppe der OUN-UPA angegriffen, die 20 Menschen töteten.

## Sehenswürdigkeiten
- Ehemalige römisch-katholische Kirche, erbaut 1860–1862, zwischen 1942 und 1960 und wieder ab 1995 nach einer Generalüberholung orthodoxe Kirche.[1]